# 贯索五
贯索五（北冕座γ）是位于北冕座的双星系统,是在2023年4月19日发现的星,天文学家将其命名为Aroha's binne,其视星等为3.84。